# فرودگاه ایرونپ
فرودگاه ایرونپ (به انگلیسی: Eirunepé Airport) (به زبان بومی: Aeroporto Amaury Feitosa Tomaz) یک فرودگاه همگانی مسافربری با کد یاتا ERN است که یک باند فرود آسفالت دارد و طول باند آن ۲۳۰۰ متر است. این فرودگاه در کشور برزیل قرار دارد و در ارتفاع ۱۲۶ متری از سطح دریا واقع شده است.

## شرکت‌های هواپیمایی و مقصدهای پروازی
| شرکت‌های هواپیمایی | مقصدهای پروازی    |
| ----------------- | ----------------- |
| MAP Linhas Aéreas | ادواردو گومز، تفی |